# 人吉市立矢岳小学校
人吉市立矢岳小学校（ひとよししりつ やたけしょうがっこう）は、かつて熊本県人吉市矢岳町にあった公立の小学校。
2014年（平成26年）3月末をもって閉校し、人吉市立人吉西小学校に統合された。

## 概要
歴史
1892年（明治25年）に大畑尋常小学校（現・人吉市立大畑小学校の前身）の分教場として創立。1949年（昭和24年）に独立。2014年（平成26年）に閉校し、122年（独立65年）の歴史に幕を閉じた。
校訓・校章・校歌

## 沿革
- 1892年（明治25年）8月 - 「大畑尋常小学校 大川間分教場」が設置される。
- 1905年（明治38年）4月 - 「大畑尋常高等小学校 大川間分教場」と改称。
- 1908年（明治41年）4月 - 「大畑尋常小学校 大川間分教場」と改称。
- 1914年（大正3年）10月 - 現在地に移転。「大畑尋常高等小学校 大川間分教場」と改称。
- 1941年（昭和16年）4月1日 - 国民学校令施行により「人吉町大畑国民学校 大川間分教場」と改称。尋常科を初等科に改める。
- 1942年（昭和17年）4月1日 - 人吉市の発足に伴い、「人吉市大畑国民学校 大川間分教場」と改称。
- 1947年（昭和22年）4月1日 - 学制改革（六・三制の実施）により、「人吉市立大畑小学校 矢岳分校」と改称。
- 1949年（昭和24年）4月1日 - 「人吉市立矢岳小学校」（最終名）として独立。
- 1950年（昭和25年）4月 - 人吉市立第二中学校矢岳分校が併設される。
- 1968年（昭和43年）3月 - 人吉市立第二中学校矢岳分校が廃止される。
- 2003年（平成15年）4月1日 - 休校となる。
- 2014年（平成26年）3月31日 - 人吉市立人吉西小学校への統合により、閉校。

## 交通アクセス
最寄りの鉄道駅
- JR九州 肥薩線 「矢岳駅」

## 周辺
- 人吉市SL展示館（矢岳駅に隣接）